# Le Pavé de Roubaix 2009
De zevende editie van de wielerwedstrijd Le Pavé de Roubaix werd gehouden op 12 april 2009. De start was in Saint-Amand-les-Eaux, de finish in Roubaix. De wedstrijd maakte deel uit van de UCI Juniors Nations' Cup 2009, in de categorie 1.Ncup. In 2008 won de Brit Andrew Fenn. Deze editie werd gewonnen door de Belg Guillaume Van Keirsbulck.

## Uitslag
| Plaats  | Naam                     | Tijd     |
| ------- | ------------------------ | -------- |
| Winnaar | Guillaume Van Keirsbulck | 3u15'05" |
| 2       | Arnaud Démare            | + 20"    |
| 3       | Barry Markus             | z.t.     |
| 4       | Sean De Bie              | z.t.     |
| 5       | Gennadi Tatarinov        | z.t.     |
| 6       | Ivan Savitski            | z.t.     |
| 7       | Sebastian Lander         | + 33"    |
| 8       | Romain Guillemois        | z.t.     |
| 9       | Konstantin Jakimov       | z.t.     |
| 10      | Joël Peter               | + 36"    |
| 11      | Alexander King           | + 38"    |
| 12      | Erik Ravaiolo            | + 42"    |
| 13      | Christoph Täubel         | + 49"    |
| 14      | Gregory Hugentobler      | + 1'07"  |
| 15      | Pierre Garson            | + 1'12"  |
| 16      | Christian Rossi          | + 1'46"  |
| 17      | Alexandre Billon         | z.t.     |
| 18      | Romain Delalot           | z.t.     |
| 19      | Niels Reynvoet           | z.t.     |
| 20      | Kévin Labeque            | z.t.     |

2003 · 2004 · 2005 · 2006 · 2007 · 2008 · 2009 · 2010 · 2011 · 2012 · 2013 · 2014 · 2015 · 2016 · 2017 · 2018 · 2019 · 2020 · 2021 · 2022 · 2023 · 2024 · 2025